# Симферопольская мужская гимназия Волошенко
Симферопольская мужская гимназия Волошенко, Частная гимназия Волошенко — среднее частное учебное заведение в Симферополе Таврической губернии Российской империи.

## История
Согласно распоряжению № 13956 от 10 июля 1903 было разрешено открыть М. А. Волошенко частное мужское училище 1-го разряда по учебным планам мужских гимназий, а в 1904 году был открыт пансион.

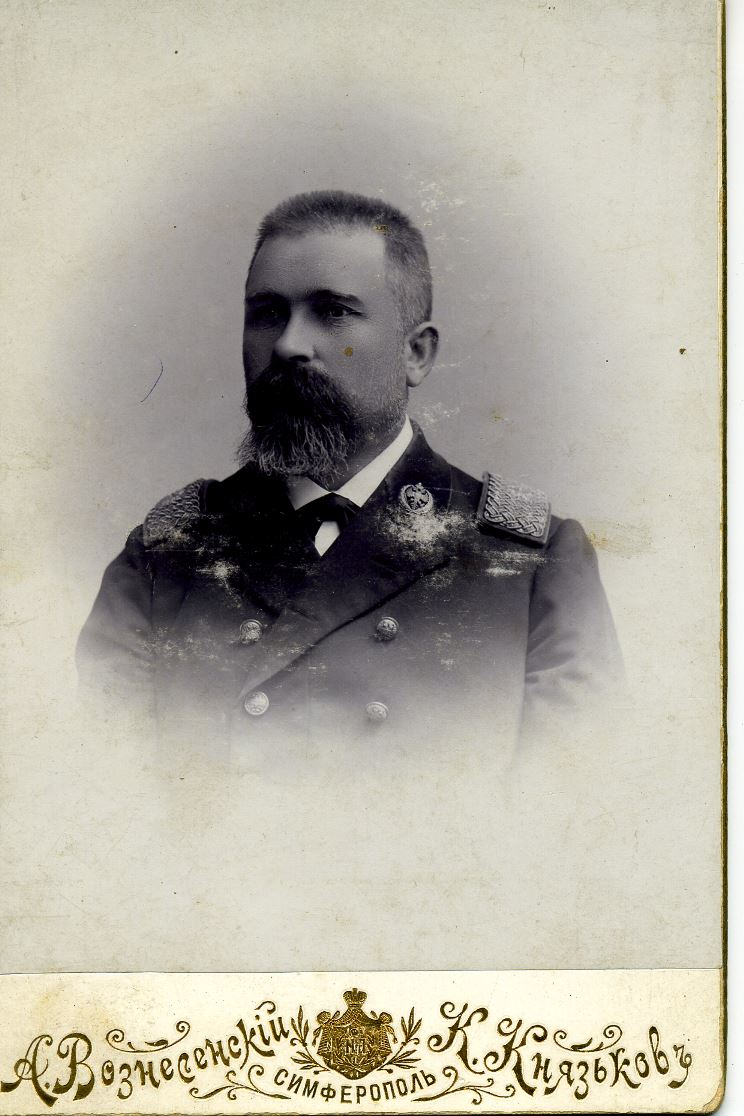
Директор Симферопольской мужской частной гимназии М. А. Волошенко

Первоначально восьмиклассное мужское училища I разряда, учрежденное М. А. Волошенко. 19 мая 1904 года преобразовано в «частную мужскую восьмиклассную гимназию с правами для учащихся». Курс обучения был восьмилетний. Основных классов 8 и 1 приготовительный.
В 1904—1905 учебном году в гимназии обучалось 120 учеников, из которых 27 — в подготовительном классе, 53 — в первом и 43 — во втором.
В 1907 году директор гимназии принял решение о переезде из старого двухэтажного здания в более просторное помещение, расположенное на углу ул. Долгоруковской, дом 2 (ныне улица Карла Либкнехта, 41) и Инженерной (ныне Павленко), собственником которого был Я. Ага. Стоимость аренды была почти в два раза выше и составляла 4000 рублей в год. Ещё в начале XX века тут была городская застава, но город быстро рос.
В 1911 году было 302 ученика. Плата за обучение в приготовительном классе 60 рублей в год, а основных от 120 до 150 рублей в год.
В 1914—1915 году в заведении обучался 361 гимназист. Годовой бюджет — 60816 рублей, полностью из платы за обучение, без субсидий. Плата за обучение соответственно 85 и 175 рублей.
В гимназии большое внимание уделялось экскурсиям, учитель географии и истории вместе с учениками путешествовали по окрестностям Симферополя и Бахчисарая.
В родительский комитет гимназии входили такие известные люди как С. А. Мокржецкий, директор Помологической станции, заведующий естественно историческим музеем Таврического земства, Ф. Ваше инженер-агроном. С 1915 года в число попечителей гимназии вошёл Саид-бей Булгаков.
Гимназия Волощенко была «последним шансом» для хулиганов и неуспевающих выгнанных из Симферопольской мужской казённой гимназии имени Александра Благословенного. Например, по воспоминаниям В. В. Альмендингера, Н. И. Орлов, в будущем Георгиевский кавалер, белый офицер, инициатор мятежа капитана Орлова, попал в гимназию Волощенко именно после исключения из казённой.
Гимназия прекратила свою деятельность в 1920 году. История крымских гимназий завершилась 27 ноября 1920 года, когда Крымревком издал приказ № 57 о перестройке работы учебных заведений Крыма..

## Известные педагоги
- Волошенко, Михаил Алексеевич (1857—1919) — кандидат естественных наук, член крымского общества естествоиспытателей и любителей природы, член Таврической ученой архивной комиссии. Директор, также был также преподавателем арифметики.
- Тренёв, Константин Андреевич (1876—1945) — педагог, советский прозаик и драматург. Учитель русской словесности, педагогики, введения в философию.
- Никольский, Пётр Васильевич (1891—1940) — с 1914 по 1916 год преподавал историю и географию[6].
- штабс-капитан Литовского полка В. Терлецкий, окончивший курс наук в Михайловском Воронежском кадетском корпусе и в Александровском военном училище, преподаватель гимнастики.

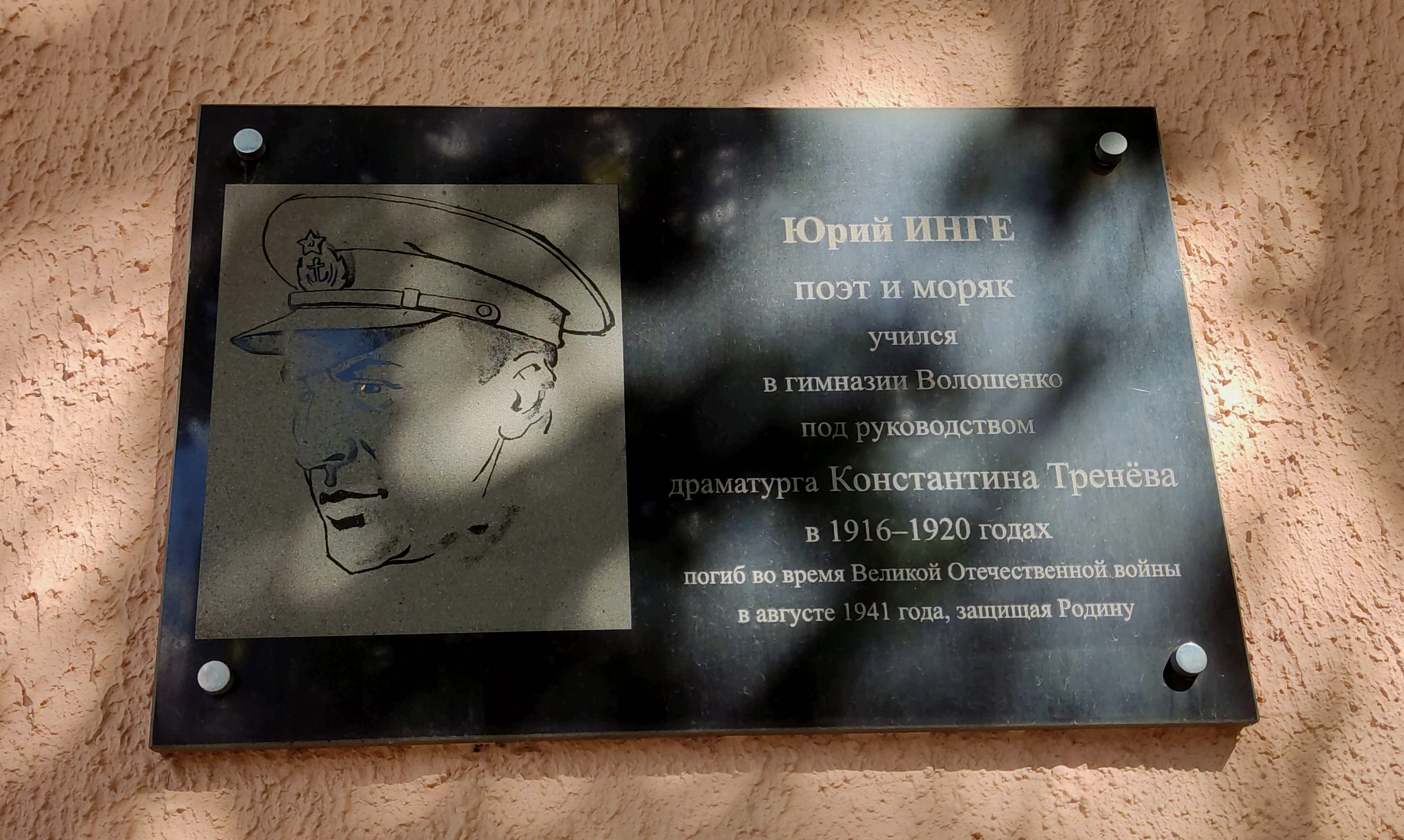
Памятная доска Ю. А. Инге на бывшем здании Симферопольской мужской гимназии Волошенко

## Известные ученики и выпускники
- Орлов, Николай Иванович — Георгиевский кавалер, капитан, участник Белого движения. Выпускник 1912 года[5].
- Озенбашлы, Амет — крымскотатарский писатель, драматург, общественный и политический деятель. Выпускник 1914 года[7].
- Манский, Давид Моисеевич — советский театральный актёр и режиссёр. Выпускник 1920 года.
- Инге, Юрий Алексеевич — советский прозаик, поэт, военный моряк, журналист, историк. Проучился 5 классов с 1916 по 1920 год.

## Память
В Симферополе на доме по ул. Долгоруковской, 41/ ул. Павленко, 18 установлена памятная доска. Надпись: «В этом здании с 1 августа 1904 года находилась частная мужская гимназия. Учредитель и директор-кандидат естественных наук, член крымского общества естествоиспытателей и любителей природы, член таврической ученой комиссии, дворянин Михаил Алексеевич Волошенко (1857—1919 г.г.)».